# 山洋
株式会社山洋（さんよう、英: Sanyo Corporation）は、大阪府富田林市に本社を置く綿棒メーカーである。
一般用・工業用・化粧用・医療用・綿球など商品がある。一般用綿棒「こだわり綿棒シリーズ」のブランドで知られる。
また、工業用綿棒「HUBY」は世界的なブランドとしても知られている。
社団法人日本衛生材料工業連合会の会員企業である。
経営理念は「山洋を通してより多くの人が喜び合える企業にしよう」で、品質方針は「お客様に喜んでいただける製品づくりに、一人ひとりが誇りと自信と責任を持って果たすこと」である。

## 概要
日本を代表する綿棒メーカーで、一般用綿棒の市場の約4割を占め、生産本数は年間約60億本。
2008年からは世界進出の一環として、ベトナムにも工場を設立し、日本と同じ機械・技術・検査体制を用いて生産を行っている。

## 沿革
- 1967年（昭和42年） - 「山洋工業所」を創業（中谷洋が社長に就任）。
- 1973年（昭和48年） - 「綿球」発売。
- 1975年（昭和50年） - 「6インチ木軸綿棒」、「耳かき付綿棒」 発売。
- 1980年（昭和55年） - 個人より法人に改組「株式会社山洋」設立。「細軸綿棒」発売。
- 1981年（昭和56年） - 「筆先型綿棒」発売。
- 1982年（昭和57年） - 新工場完成に伴い、現在の地（富田林市中野町）に移転。
- 1983年（昭和58年） - 「丸筒入り綿棒」発売。
- 1985年（昭和60年） - 「綿棒25本リーフパック」発売。
- 1986年（昭和61年） - 本社工場拡張。「丸筒入りシャワー綿棒」発売。理念を制定。
- 1992年（平成4年） - 「HUBY」、「夢幸棒」発売。
- 1994年（平成6年） - 地球にやさしいボックス容器「エコ綿棒」「エコ綿棒詰替用」、「抗菌綿棒（キトサン・青森ヒバ）」発売。
- 1995年（平成7年） - 東京オフィス（埼玉県さいたま市）開設。「Santec 綿棒シリーズ」発売。
- 1996年（平成8年） - 「夢幸棒シリーズ」、「滅菌1本包装綿棒」発売。
- 1997年（平成9年） - 「HUBY-COTIX」発売。
- 1998年（平成10年） - 「国産良品」発売。
- 1999年（平成11年） - 「ウエット型」「オイル型」発売。
- 2000年（平成12年） - 「花めんぼうシリーズ」発売。
- 2001年（平成13年）
  - 「国産良品」リニューアル発売（2代目）。
  - 9月 - 「品質方針」の制定。
- 2002年（平成14年） - 「San TIPS シリーズ」、「クレンジング綿棒」、「HUBY-COTIX のど用」発売。
- 2003年（平成15年） - 「黒炭綿棒」発売。
- 2004年（平成16年） - 「合格祈願綿棒」、「大阪弁おみくじ綿棒」発売、「HUBY MB シリーズ」発売。
- 2007年（平成19年） - 「国産良品」リニューアル発売。〜大阪でつくった綿棒〜（3代目）、「HUBY-APEX シリーズ」発売。
- 2008年（平成20年）
  - 「国産良品 黒耳カキ綿」、「東北弁綿棒」発売。
  - 6月 - 「SANYO VIETNAM CO.,LTD.」設立。
- 2009年（平成21年）
  - 「おしゃれ！エチケット綿棒」、「満足綿棒」発売。
  - 11月 - 「山洋環境方針」設定。
- 2010年（平成22年） - 「VC綿棒」発売。
- 2011年（平成23年）
  - 「スゴふわっ綿棒」、「ワンプッシュ容器綿棒」発売。
  - 12月 - 東京オフィス移転（千代田区内神田）。
- 2012年（平成24年） - 「クセになる綿棒 ズドーン、シャキーン、ドキューン」、「こだわり綿棒」、「黒粘着綿棒」発売。
- 2013年（平成25年） - 「VC綿棒（白・黒）シリーズ」発売。
- 2014年（平成26年） - 「カラー綿棒 CHAO! シリーズ」、「うさ・くまベビー綿棒」発売。
- 2015年（平成27年） - 「こだわり綿棒シリーズ」発売。
- 2016年（平成28年） - 「こだわり綿棒1本包装」発売。
- 2017年（平成29年） - 「Dr.HUBY micro 3mm 医療用綿棒」、「360°耳かき風綿棒」発売。
- 2018年（平成30年） - 中谷洋代表取締役が代表取締役会長に就任、日比努副社長が代表取締役社長に就任。

## 会社ロゴ
赤、緑、青からなるブランドマークには、「山のように高く、海のように深く」という思いが込められている。

## 主な拠点
- 事業所
  - 本社
  - 東京オフィス
- グループ企業
  - 株式会社クリーンクロス
  - SANYO VIETNAM CO.,LTD.
  - 株式会社サンテック